# Joe Stansberry

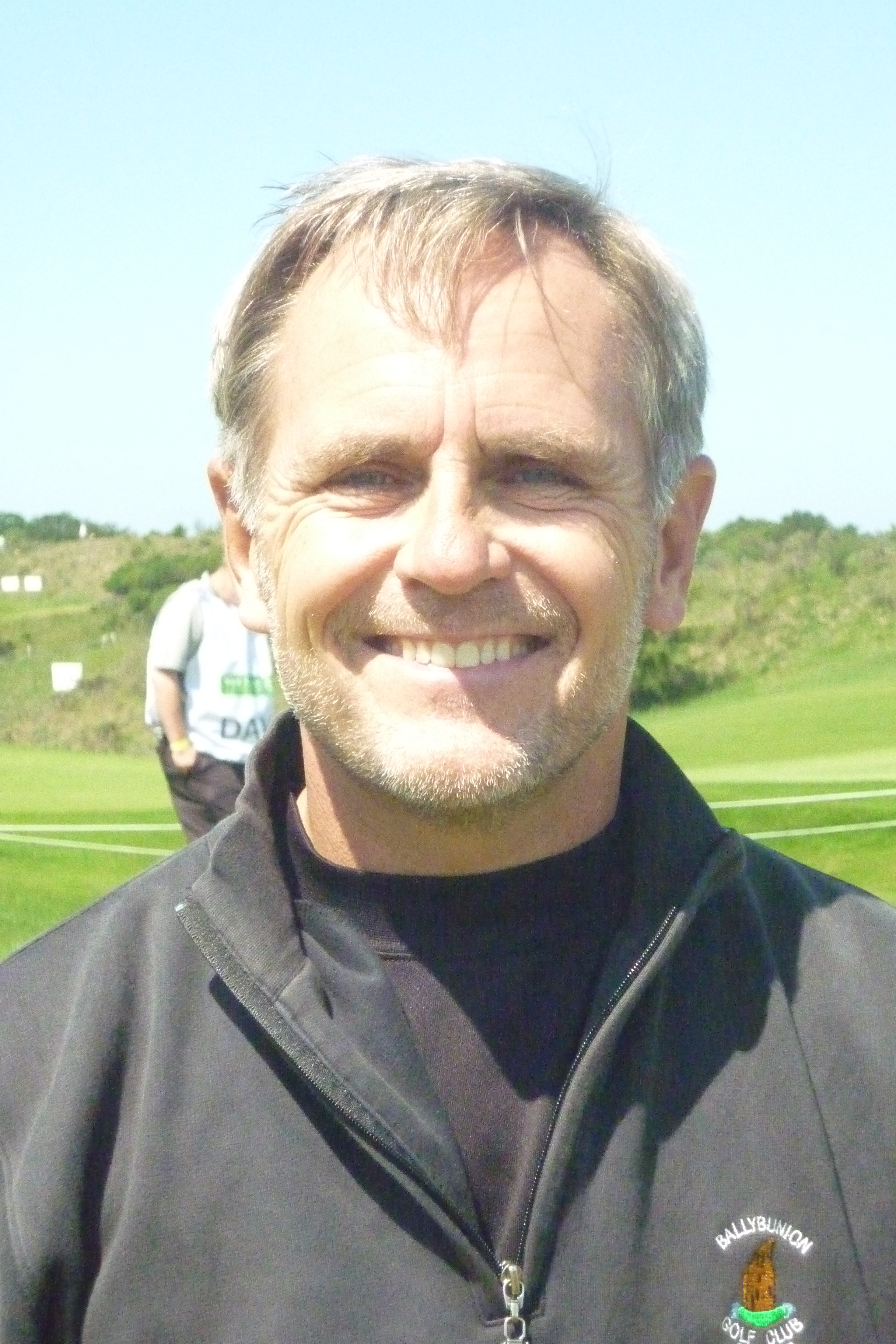
Joe Stansberry op het Van Lanschot Senior Open 2011.

Joe Stansberry (Minneapolis, 17 maart 1956) is een golfprofessional uit de Verenigde Staten.

## Amateur
Joe Stansberry studeerde aan de Universiteit van Nieuw-Mexico.
Gewonnen
- 1993: MGA Mid-Amateur
- 1995: MGA Mid-Amateur, MGA Players' Championship
- 1997: MGA Amateur championship

## Professional
Joe Stansberry is een van de golfers die twee keer in zijn leven professional werd. De eerste keer was in 1980. In 1993 werd hij weer amateur. Als amateur had hij een goede carrière en in 1993 won hij zelfs het Minnesota State Open.
Toen hij vijftig jaar werd, besloot hij weer professional te worden. Hij probeerde zich voor de Amerikaanse Champions Tour te kwalificeren, maar dat lukte niet. In november 2010 was hij een van de drie Amerikanen die zich via de Senior Tourschool kwalificeerden voor de Europese Senior Tour van 2011. De anderen waren Jeb Stuart en Tim Thelen, die de Tourschool won.
Gewonnen
- 2003: Minnesota State Open (als amateur)
- 2008: Colorado Senior Open
- 2009: Maker's Mark Texas Senior Open